# Lennox Passage Provincial Park
Lennox Passage Provincial Park är en park i Kanada.   Den ligger i provinsen Nova Scotia, i den östra delen av landet, 1 100 km öster om huvudstaden Ottawa.
Terrängen runt Lennox Passage Provincial Park är platt. Havet är nära Lennox Passage Provincial Park österut. Runt Lennox Passage Provincial Park är det ganska glesbefolkat, med 27 invånare per kvadratkilometer.. Närmaste större samhälle är St. Peter's, 13,3 km nordost om Lennox Passage Provincial Park. 
I omgivningarna runt Lennox Passage Provincial Park växer i huvudsak blandskog.